# 4
Năm 4 là một năm trong lịch Julius.

## Sinh
Xem thêm thông tin: Thể loại:Sinh năm 4
Dại Vũ Thần Vương (m. 44)

## Mất
Xem thêm thông tin: Thể loại:Mất năm 4
Hách Cư Thế (s. 69 TCN)

### Tháng 2
- 21 tháng 2:
  - Gaius Caesar (s. 20 TCN)